# Luzia Maria Ferreira
Luzia Maria Ferreira (Perdigão, 09 de agosto de 1951) é uma bióloga, professora e política brasileira, que exerceu mandato de deputada federal pelo PPS-MG, com posse no dia 26 de abril de 2017.

## Educação e carreira política
Formou-se em Biologia na Universidade Federal de Minas Gerais (UFMG) e fez pós-graduação em Administração Pública na Fundação João Pinheiro.

Durante o regime militar, era universitária e foi secretária da União Estudantil Divinopolitana. Na década de 1970, participou da reorganização da União Nacional dos Estudantes (UNE). Contudo, sua primeira candidatura se deu apenas em 2004, após a formatura de sua filha na universidade. Segundo ela:
“Certamente essa demanda de casa, marido e filhos também afasta as mulheres da política".
Exerceu dois mandatos como vereadora em Belo Horizonte. No biênio 2009-2010, foi a primeira mulher a presidir a Câmara Municipal de Belo Horizonte. Entre 2011 e 2014, foi deputada estadual de Minas Gerais. Em 2013, era presidente do PPS/MG. Em 2023, foi convidada por Fuad Noman, prefeito de Belo Horizonte, a compor a Secretaria de Governo.